# Винград
Вингра́д — виступна частина (приливок) на казенній частині гладкоствольних і нарізних гармат, що заряджалися з дула.
У бронзових гарматах винграду нерідко надавалися різні примхливі форми — найчастіше у вигляді шишки, голови єдинорога (на єдинорогах), чи у вигляді виноградного грона, звідки, очевидно, й походить його назва.
Основним призначенням винграда є полегшення допоміжних дій зі зброєю, наприклад, при перевезенні чи встановленні гармат на лафет. На Цар-гарматі винград відсутній, але там вищеназвані допоміжні функції виконують вісім скоб (по чотири з кожного боку) розміщених на стволі гармати.
Іноді, наприклад на карронадах, винград служив гайкою для гвинта підйомного механізму вертикального наведення.
Найчастіше винград робився у вигляді сполученого з шийкою тарелі казенної частини кулястого приливка, і майданчиком зверху для установки гарматного квадранта; на морських гарматах він забезпечувався наскрізним отвором (так зване «винградне вухо») для пропуску брюка (смоленої чи білої товстої мотузки вант-тросової роботи, що служила для затримки гармати під час відкоту при пострілі).